# Grevskabet Hainaut
|  | Manglende infoboks Nogle af informationerne i denne artikel kunne med fordel samles eller opsummeres i en infoboks, som det anbefales i stilmanualen. |

Grevskabet Hainaut (fransk: Comté de Hainaut, nederlandsk: Graafschap Henegouwen; tysk: Grafschaft Hennegau; latin: comitatus hanoniensis), sommetider stavet Hainault, var et historisk herredømme i det middelalderlige Tysk-romerske rige, med hovedsæde i Mons (nederlandsk: Bergen), og navngivet efter floden Haine, som begge i dag ligger i Belgien. Udover Mons omfattede grevskabet også byen Valenciennes, der i dag ligger i Frankrig. Det bestod af det, der i dag er den belgiske provins Hainaut og den østlige del af det franske département Nord.
50°27′N 3°57′Ø / 50.45°N 3.95°Ø